# 夜警 (絵画)
夜警（やけい、オランダ語：De Nachtwacht）は、オランダの17世紀の画家レンブラント・ファン・レインによる絵画作品の通称。この作品は18世紀以降この通称で呼ばれているが、より適切な題名は『フランス・バニング・コック隊長とウィレム・ファン・ライテンブルフ副隊長の市民隊』（De compagnie van kapitein Frans Banning Cocq en luitenant Willem van Ruytenburgh）となる。現在はアムステルダムの国立美術館に展示されており、レンブラントおよびオランダ黄金時代の絵画の代表作とされている。

## 題名
通称の『夜警』は長い間、この絵画の内容によく合ったものと考えられてきたが、これは絵画の表面が茶色く変色したことによる誤解である。実は、この絵画は昼の情景を描いている。バニング・コック家に保管されていたこの絵画のための素描には、横に次のような記述があり、より適切な題名の手掛かりになっている。
De jonge heer van Purmerland als Capitein geeft last aan zijnen Lietenant de heer van Vlaerdingen om sijn compaignie Burgers te doen marcheren （隊長の若きプルメレント領主（バニング・コック）が副隊長のフラールディンゲン領主（ファン・ラウテンブルフ）に市民隊の行進を命令する）

## 絵の中の要素

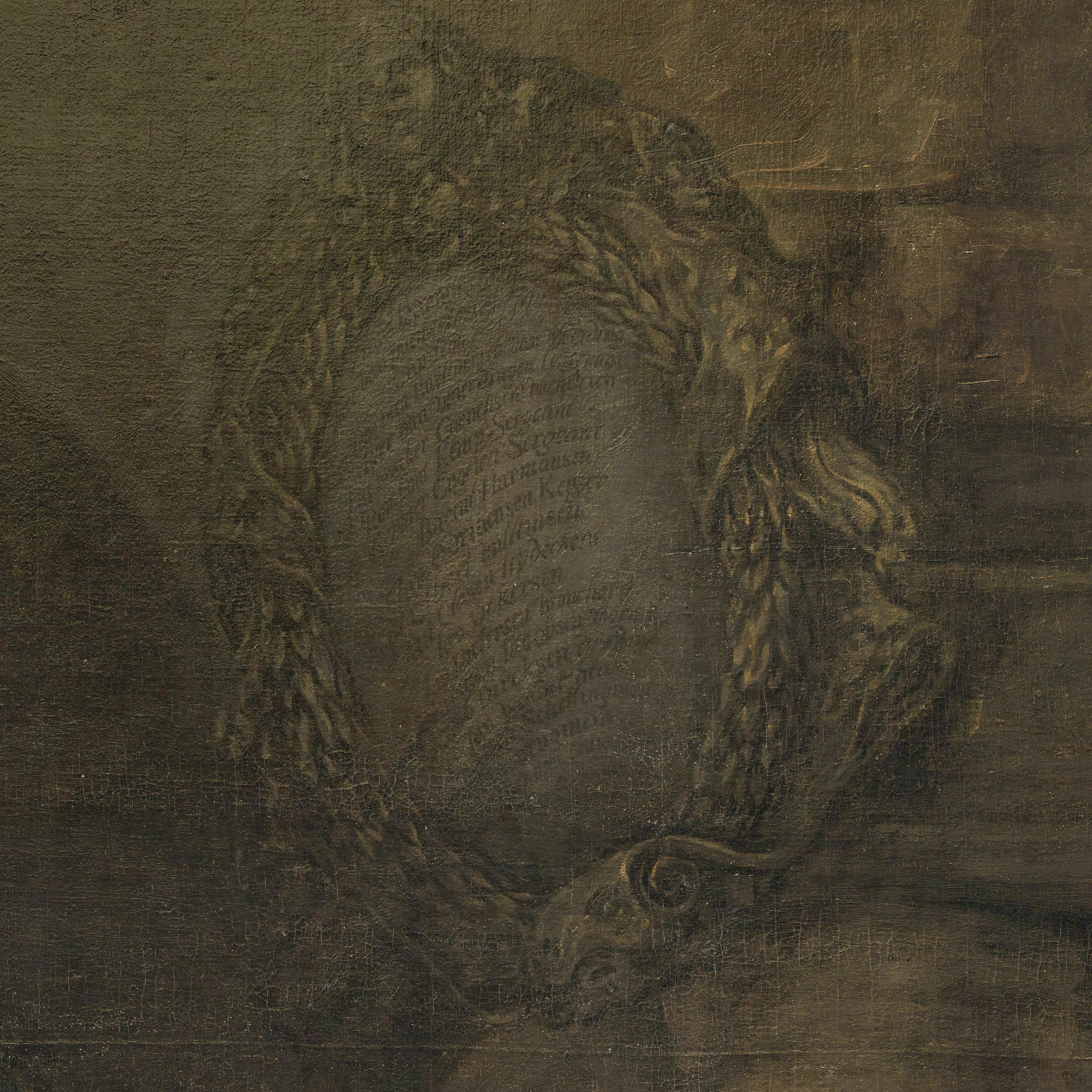
登場人物の名前が書かれた標識を画像加工したもの。

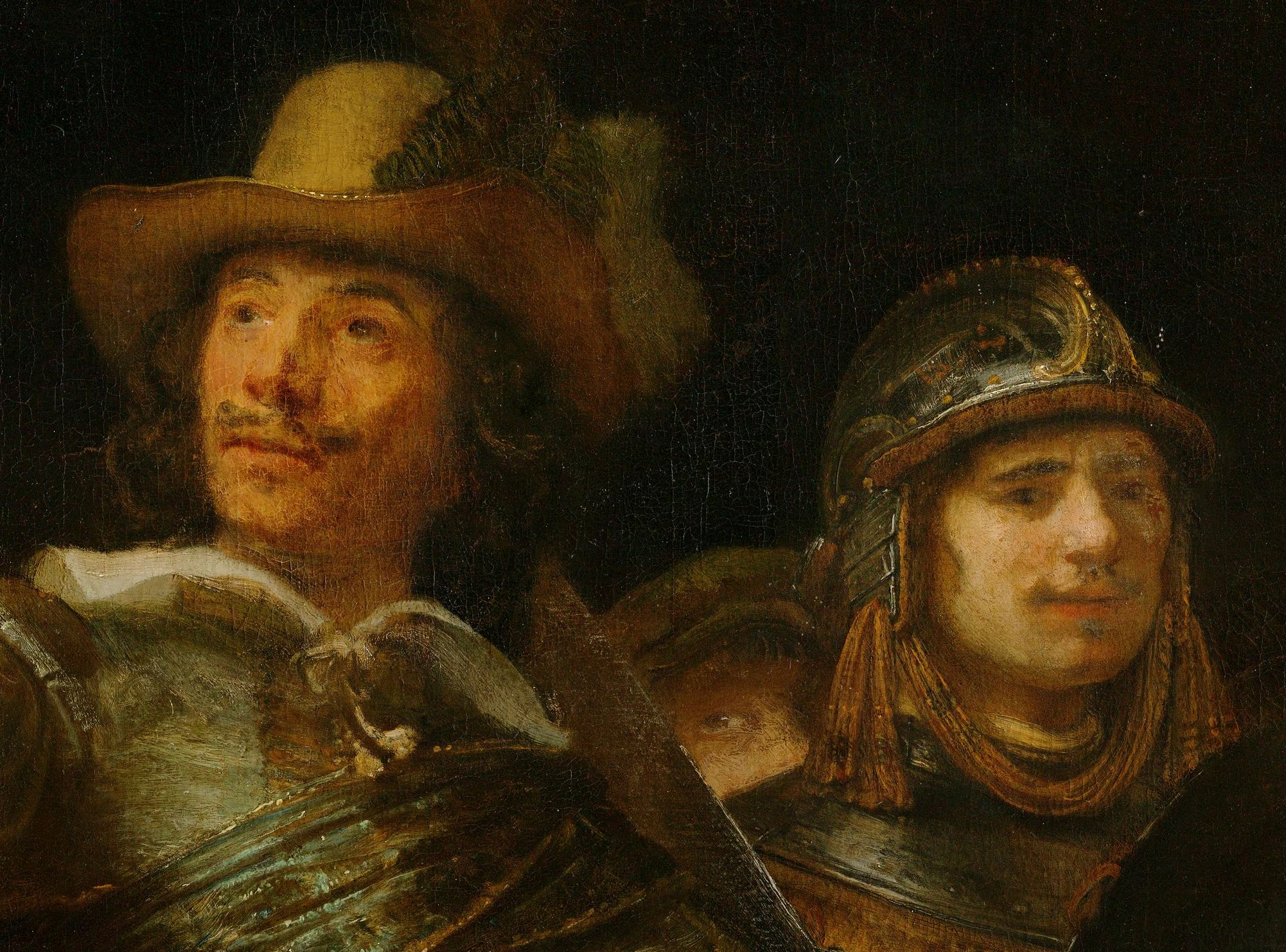
旗手と右横の人物の背後にいるベレー帽を被った人物はレンブラントの自画像とされる。

この絵画は次の三つの要素のために有名である。まずその巨大さ（縦3メートル63センチ、横4メートル37センチ）、次に光と影の効果的な使用、そして当時は不動の姿勢で描かれた軍隊や自警団の集団肖像画に動きの要素を取り入れたことである。
『夜警』はオランダ黄金時代の絶頂期であった1642年に完成した。この絵は題名となった市民隊（火縄銃手組合による市民自警団）が出動する瞬間を描いている。黒い服に隊長の印である赤い飾り帯を斜めにかけたフランス・バニング・コック隊長と、その右横の黄色の服を着たウィレム・ファン・ラウテンブルフ副隊長は隊を率いて動き出そうとし、その周辺では銃に火薬を詰める隊員や銃を構える隊員が銃の技量を示し、鼓手がドラムを構え、後ろでは旗手のヤン・フィッシェル・コーネリッセン（Jan Visscher Cornelissen）が隊旗を掲げている。一斉に人々が動き始めたため、その下では犬が吠えたて、左には少年が走り回っている。各隊員はそれぞれ異なった方向に体を向け、多様な表情を見せており、隊員の動きが交錯して画面躍動感を生み出している。いずれも体の一部分しか画面に映されておらず、全身が描かれているのは3人のみである。
レンブラントはキアロスクーロ（明暗法）を用いて群像にドラマチックな表情を与えた。強い日光が斜め上から差し込み影を作ることで、レンブラントは群像の中から3人の主要人物、すなわち中央の隊長と副隊長、そして中央左奥の少女を浮かび上がらせている。
レンブラントは火縄銃手組合の象徴物をさりげなく画面に配している。黄色いドレスの少女は隊のマスコット的な存在であったが、彼女の帯にぶら下がった鶏の爪は火縄銃手（clauweniers）の象徴である。死んだ鶏は打ち倒された敵の象徴でもあり、黄色は勝利の色でもある。鶏の後ろの銃も火縄銃隊を象徴する。また彼女は自警団の盃（ゴブレット）を持っている。彼女の前の人物はオークの葉のあしらわれた兜をかぶっているが、これは火縄銃手の伝統的な主題（モチーフ）である。

## 絵の劣化と切断
この絵は描かれてから長い年月が経ち、表面のニスが変色し黒ずんだため、夜の風景を描いた絵であるという誤った印象を与えるようになった。20世紀に入り、二度の洗浄作業でニスが取り除かれた際、絵は明るみを取り戻し昼を描いた絵であることが明らかになった。

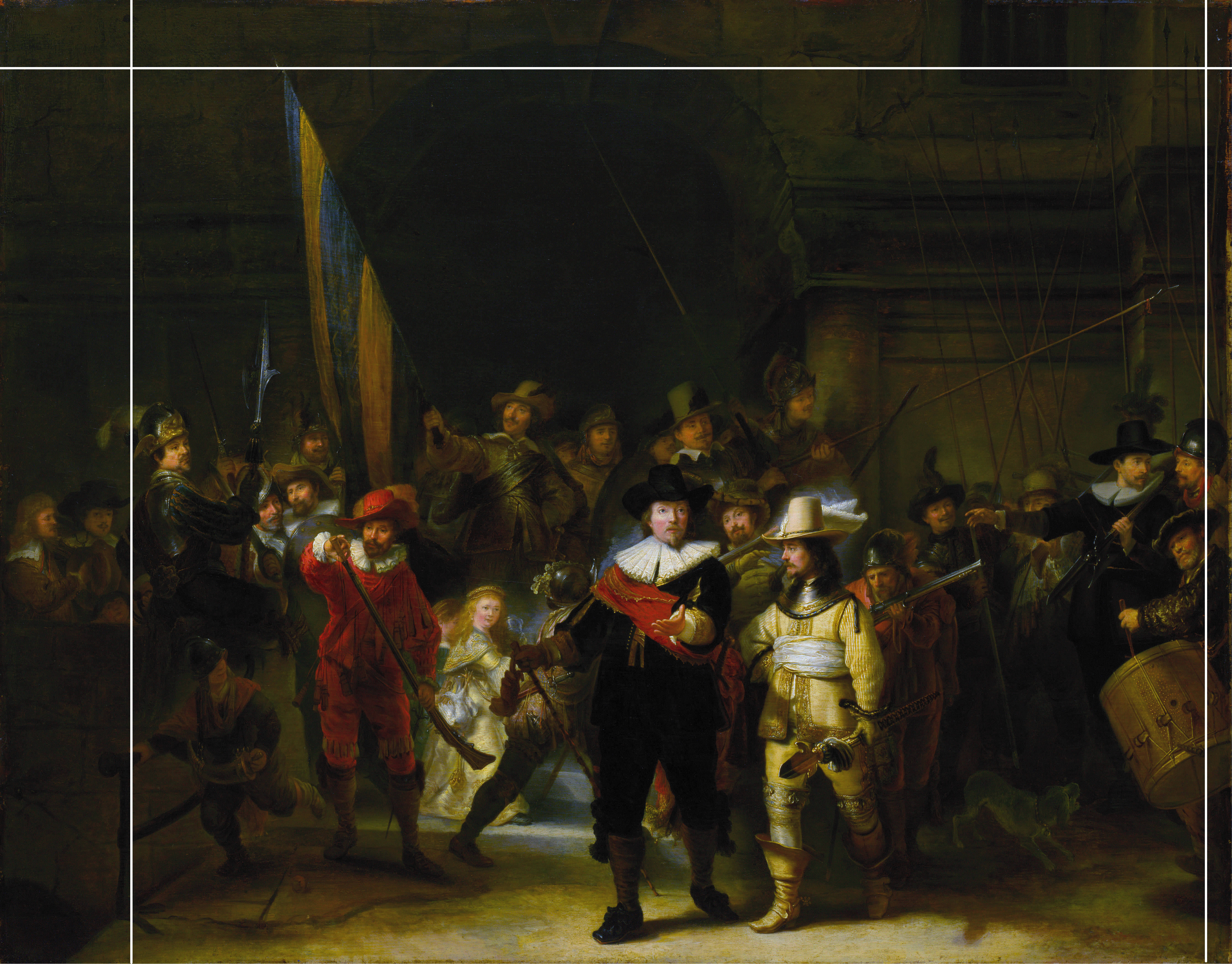
四方が切り詰められる前に描かれた模写。白い線の外側が現在失われた部分

1715年、それまで掲げられていた火縄銃手組合集会所（クローフェニールスドゥーレン、Kloveniersdoelen）のホールから、ダム広場のアムステルダム市役所に移された際、『夜警』の上下左右が切り詰められてしまった。これは市役所の部屋の二本の柱の間に絵がきちんと納まるようにはみ出す部分を切り落としたという説が有力である。このため、左側に描かれていた二人の人物、同じく左下にあった階段のふちと手すり、人物の上にあるアーチの頂上部分が失われた。特に手すりと階段は、群像に手前方向の動きを作り出すためにレンブラントが用いた視覚的なカギであった。
17世紀に描かれたヘリット・ルンデンス（Gerrit Lundens）による模写がロンドンのナショナル・ギャラリーにあるが、これから元の状態を推測することができる。
2019年からアムステルダム国立美術館によって欠損部分の復元が行われ、2021年には人工知能を用いて失われた部分が再現された上で公開された。

## 発注
レンブラントは、市民隊の隊長バニング・コックと隊員17名の計18名から制作を依頼された。バニング・コックは薬剤師の一人息子だったがフランスで法学を学び、アムステルダムに戻って市民隊（自警団）隊長になっていた。彼は富裕な商人・船主・貴族のフォルケルト・オーヴァランター（Volckert Overlander）の娘と結婚し、彼の死後はその遺産や領主の地位を継いでおり、この絵が描かれた後の1650年にはアムステルダム市長にまでなった人物だった。レンブラントに発注した18人の名は中央右後方の盾に描かれている。その他、鼓手、少女、少年などが絵の中には描かれたほか、左側には絵が切り詰められる前はあと2人ほどの傍観者が描かれていた。この時の支払いや受注の記録は全く残っていないが、発注者たちの記録によれば各人が100ギルダー、計1,600ギルダーがレンブラントに払われた。これは当時の肖像画の報酬としては大きな額である。
この絵はレンブラントを含む画家たちに市民隊が発注した7枚の集団肖像画のうちの1点であり、新しく建てられた火縄銃手組合集会所の宴会場に掲げるために発注された。研究者の中には、レンブラントや他の画家たちに対する絵の発注は、フランスの王妃マリー・ド・メディシスの1638年のオランダ訪問に合わせてのものだったと考えている。彼女は当時フランスを追われた身だったが、彼女はアムステルダムで派手な歓迎を受けている。
この絵を発注した隊員たちが、支払った額と同じ様な平等さで各人を描かなかったレンブラントに不満を持ち、これが『夜警』以後の受注減やレンブラントの人生の転落の始まりになったという言い伝えもあるが正確ではない。レンブラントは妻サスキアが『夜警』完成と同じ年の1642年に死去したことや、『夜警』などの大作の受注で財をなしたことで翌1643年から仕事のペースを落とし、美術商としての仕事や絵画のコレクションに力を入れた。しかし絵画売買のトラブル、絵画購入やぜいたくのための借金、サスキアの死後に召使と恋愛してサスキアの実家のオイレンブルフ家と険悪な関係になったこと、などでレンブラントは疲弊し、画家の仕事も画商の仕事もうまくいかなくなってゆく。

## 展示・保管場所の移動

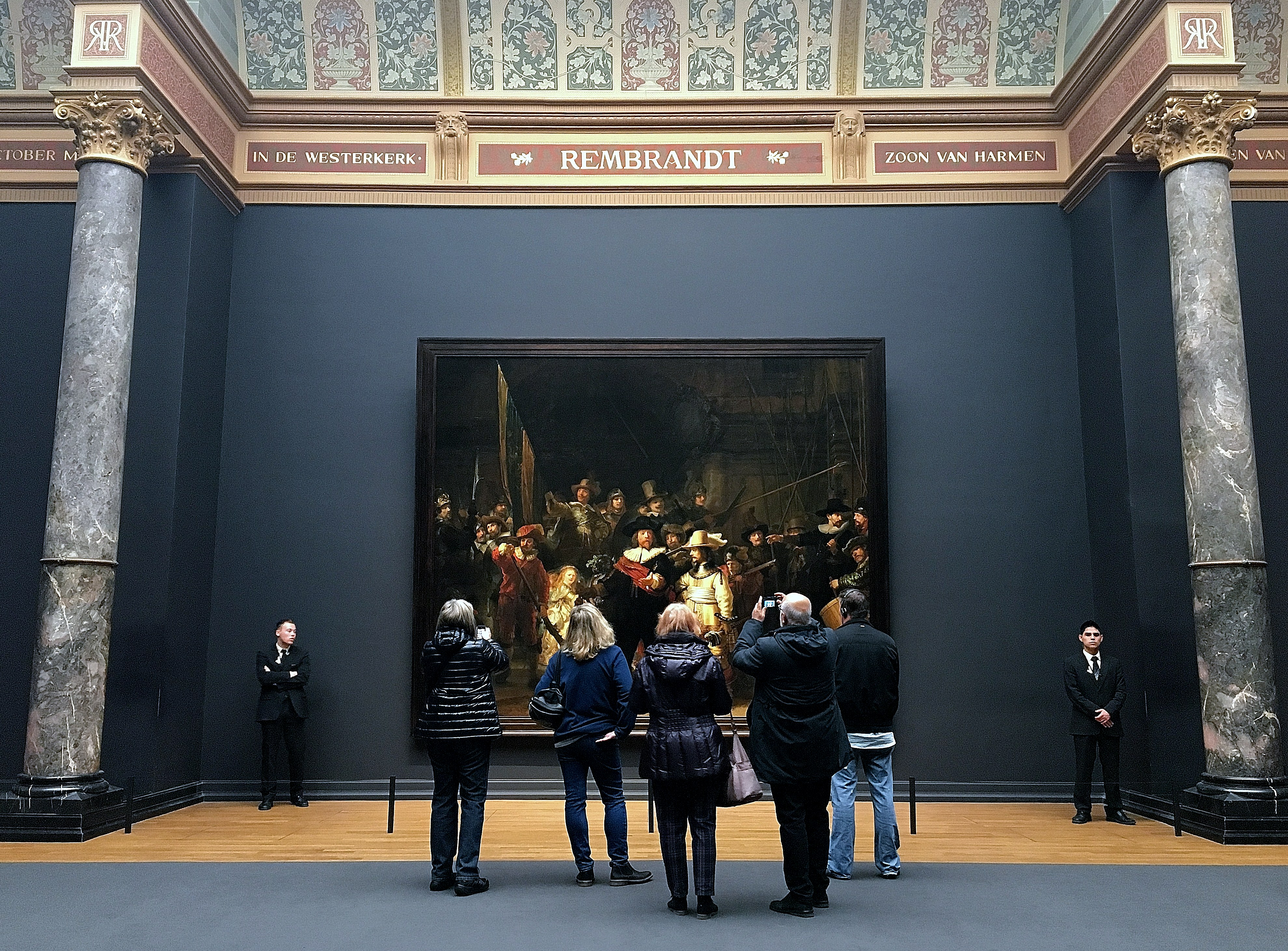
国立美術館の『夜警』の展示室

当初は火縄銃手組合大ホールにあった『夜警』は、1715年にアムステルダム市役所に移された。ナポレオンによるオランダ占領により市役所はホラント王ルイ・ボナパルトの王宮となった。行政官たちはこの絵を貴族トリップ家の邸宅トリッペンハイス（Trippenhuis）に移したがナポレオンの命により王宮に戻された。しかしナポレオン戦争終結後、絵は国立美術館となったトリッペンハイスにまた戻された。
1885年、新しく竣工した国立美術館に『夜警』は移され、その代表的な展示作品になった。最後の移動は第二次世界大戦中、疎開のためにリンブルフ州の丘陵に設けられた壕の中に5年にわたり収容されていたときで、額から外され、キャンバスを巻いた状態で保管されていた。

## 観客による損傷
『夜警』はこれまでに三度観客に傷つけられた。一度目は1911年1月13日、船から解雇されたコックが、自分が無名なのにこの絵が有名であることに腹を立てナイフで傷つけた。当時、絵は分厚いニスで覆われており、刃先はキャンバスを切り裂くことができなかった。1975年9月14日、精神的に不安定だった元教師がナイフで絵に襲いかかり、ジグザグ状の切り裂き傷を作ってしまった。絵は大規模な補修により元通りに直されたが、今でも前に立ってよく見ると当時の傷が残っているのがわかる。1990年4月には精神を病んだ観客にスプレー状の酸を吹きかけられる事件が起きたが、警備員が素早く水で洗い流したことで酸は絵画表面のニスを溶かしたにとどまり、絵は元通りに修復された。